# Marian Magoń
Marian Piotr Magoń (ur. 28 czerwca 1937 w Krzeszowicach) – polski działacz partyjny i państwowy, w latach 1978–1987 wicewojewoda rzeszowski.

## Życiorys
Syn Edwarda i Anieli. W 1962 wstąpił do Polskiej Zjednoczonej Partii Robotniczej. W 1963 został sekretarzem ds. ekonomicznych w Komitecie Zakładowym PZPR przy Zakładach Mięsnych w Rzeszowie. W latach 1975–1978 po raz pierwszy był członkiem egzekutywy Komitetu Wojewódzkiego PZPR w Rzeszowie. Od 15 listopada 1974 do 30 czerwca 1983 pełnił funkcję wicewojewody rzeszowskiego (zarówno „dużego”, jak i „małego” województwa.) Następnie od 1983 do 1989 pozostawał sekretarzem ds. rolnych i członkiem egzekutywy KW PZPR w Rzeszowie.